# Krtek hvězdonosý
Krtek hvězdonosý (Condylura cristata) je hmyzožravec z čeledi krtkovitých. Žije v podzemí v blízkosti sladké vody a vydává se také přímo do vody. Je o něco delší ale lehčí než krtek obecný. Vyskytuje se na východě Spojených států amerických a Kanady. Je klasifikován jako málo dotčený druh.

## Popis
- délka 18–19 cm
- ocas 6–8 cm
- hmotnost 450 g

Je to vynikající plavec. Má dlouhý řídce osrstěný ocas, který v zimě ztloustne, poněvadž se v něm ukládají energetické zásoby v podobě tuků.

## Ekologie
Krtek hvězdonosý si vyhrabává tunely v hloubce 5–60 cm pod povrchem země, které mají průměr 4 centimetry. Jeho chodby často ústí pod vodní hladinu. Nejvýznamnějšími predátory jsou pro něj dravci, sovy, lasice, skunk pruhovaný, kočky a větší dravé ryby. Je méně samotářský než krtek obecný (Talpa europea) a toleruje setkání s cizím jedincem ve svém tunelu. Kořist pro něj představují pijavky, plži, malé ryby, vodní a půdní hmyz a larvy a jiní půdní či vodní živočichové.

## Zvláštnosti
Krtek hvězdonosý patří mezi nejrychlejší živočichy, co se týká příjmu potravy. Za pouhých 8 milisekund je schopen identifikovat jestli to, na co narazil, je k jídlu, či ne. Když zjistí, jestli je to k jídlu, tak kořist za pouhých 227 milisekund pozře. Byl také pozorován jedinec, který potravu pozřel během neuvěřitelných 120 milisekund. Nos tohoto druhu má v průměru 1 centimetr a vyrůstá z něho 22 výběžků sloužících k hmatu, které celkově pokrývá přibližně 25 000 speciálních dotykových receptorů, které jsou známy jako Eimerovy orgány.

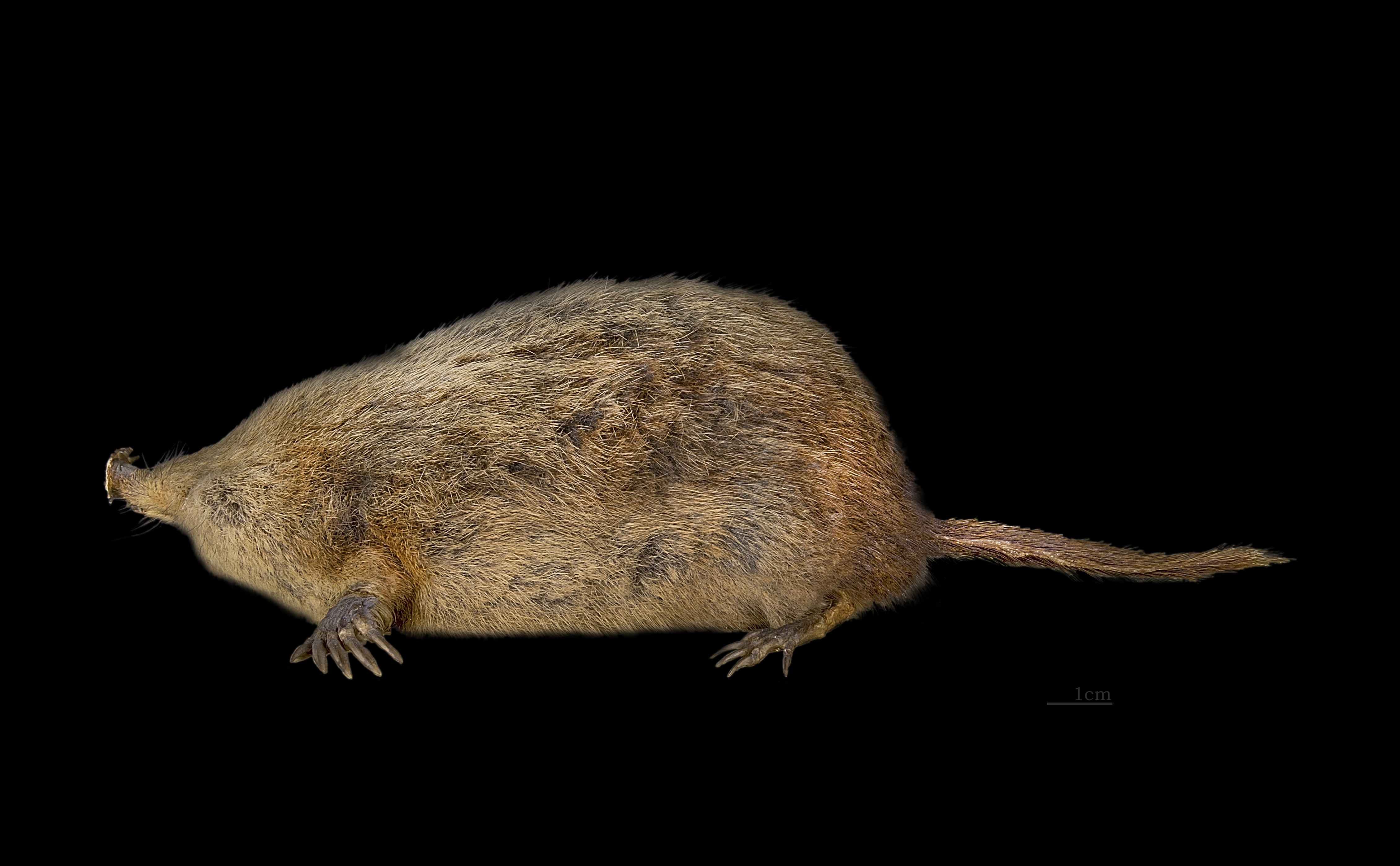
Vycpaný exemplář v muzeu v Toulouse